# Christuskirche (Herten)

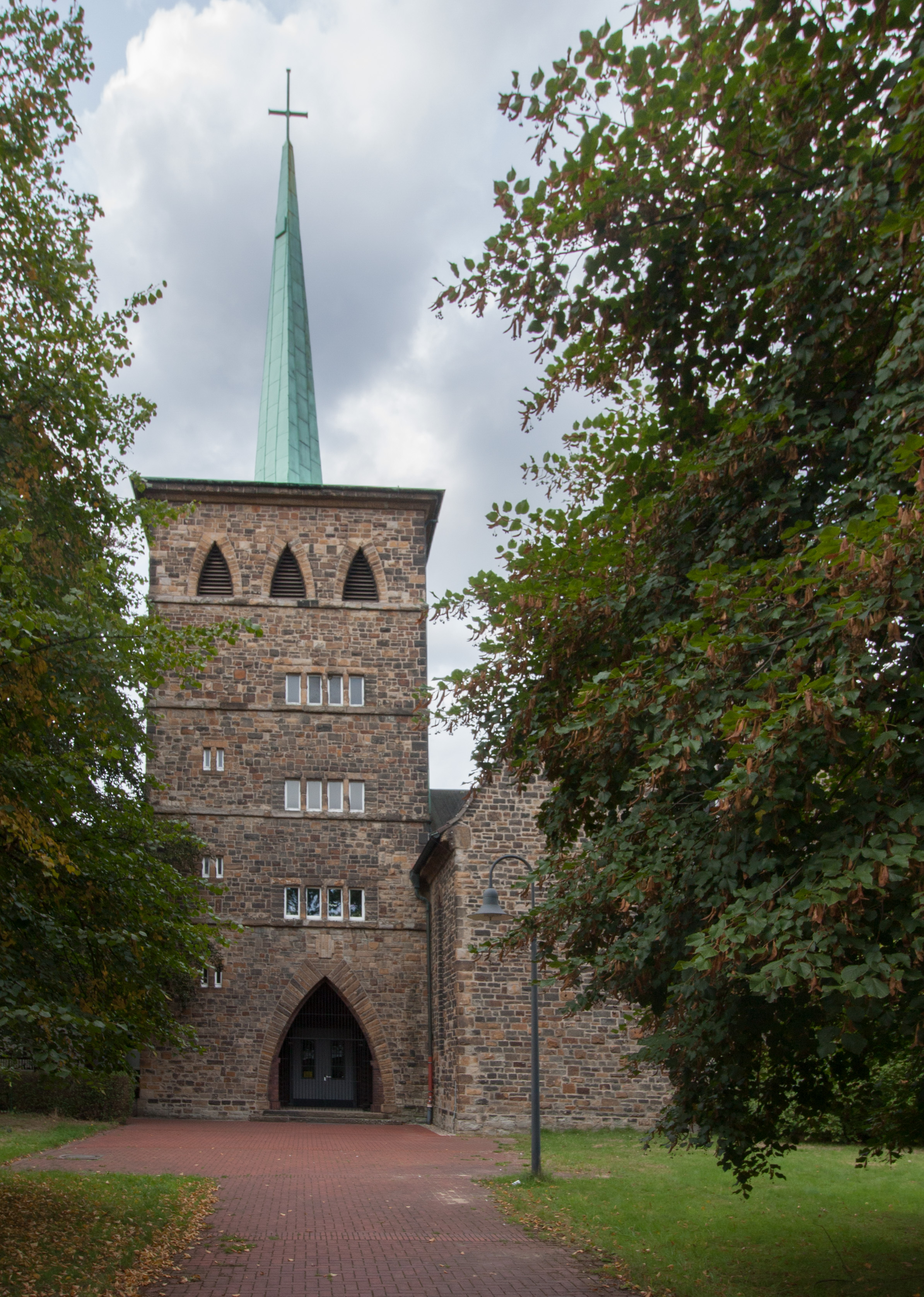
Christuskirche, September 2018

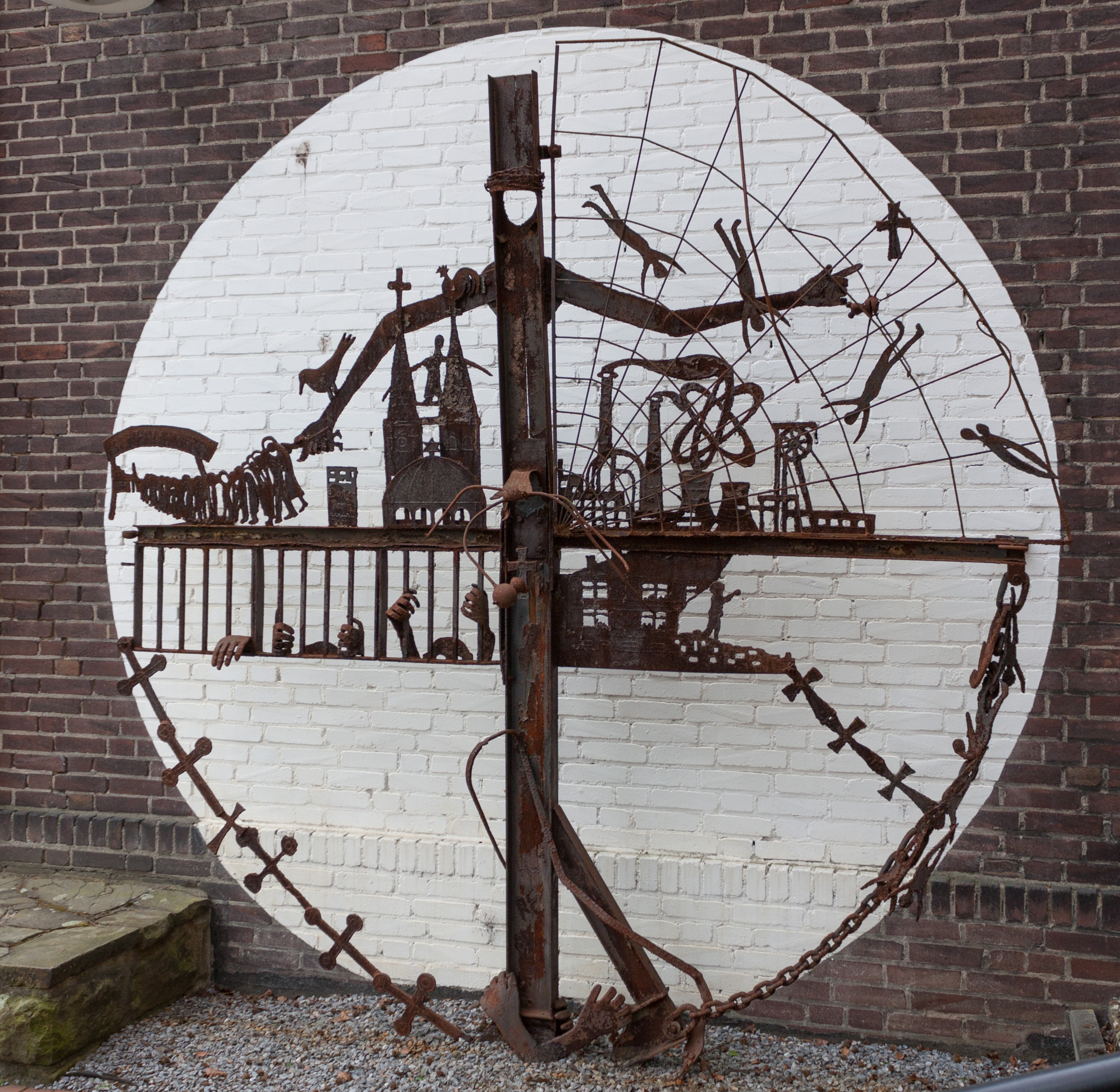
Das gehende Kreuz von Burkhard Zeunert und Rainer Friedrich.

Die Christuskirche ist ein Sakralbau an der Bahnhofsstraße 165 im Ortsteil Bertlich von Herten. Mit dem Bau der evangelischen Kirche wurde am 16. September 1933 begonnen. Architekt war Willy Wolschina. Sie wurde am 2. Dezember 1934 eingeweiht. Seit 25. März 1987 ist das Bauwerk als Baudenkmal eingetragen. In den Jahren 2012 bis 2013 gab es eine bauliche Erweiterung. 
Im Januar 2014 wurde die Kirche, die zur evangelischen Kirchengemeinde Westerholt-Bertlich zählte, entwidmet. Am 16. Juli 2024 stürzte ein 13-jähriger Junge, der mit seiner Familie im Turm lebte, durch den Dachboden 12 m in die Tiefe und verletzte sich schwer.